# Protocole sur les composés organiques volatils
Le Protocole sur les composés organiques volatils, de son nom complet, Protocole à la Convention de 1979 sur la pollution atmosphérique transfrontière à longue distance relatif au contrôle des émissions de composés organiques volatils ou de leurs flux transfrontières, également connu sous le nom de  Protocole COV, est un protocole à la Convention sur la pollution atmosphérique transfrontière à longue distance de 1979, qui vise à assurer le contrôle et la réduction des émissions de composés organiques volatils afin de réduire leurs flux transfrontières de manière à protéger la santé humaine et l'environnement contre leurs effets néfastes. Le Protocole a été conclu à Genève, en Suisse, le 18 novembre 1991, et est entrée en vigueur 29 septembre 1997.
La question des composées organiques volatiles est également traité dans un Protocole ultérieur, relatif à la réduction de l'acidification, de l'eutrophisation et de l'ozone troposphérique, conclu à Göteborg en 1999, également sous l'égide de la Commission économique pour l'Europe des Nations unies.

## Contenu
Le Protocole reconnait le danger que représente les composés organiques volatiles, ces derniers facilitant notement la formation d'ozone troposphérique, un gaz à puissant effet de serre.
Il impose aux Parties la réduction des émissions de ces composés de 30% d'ici 1999 par rapport au niveau d'une année entre 1984 et 1999 ou dans une zone de gestion de l'ozone troposphérique par rapport au niveau de 1988.
Les États peuvent choisir de stabiliser leurs niveaux d'émission d'ici 1999 si lesdits niveaux ne dépassait pas un certain seuil en 1988.

## États parties
Le Protocole est en vigueur à l'égard de 24 États qui sont ls suivantes : Autriche, Belgique, Bulgarie, Croatie, République tchèque, Danemark, Estonie, Finlande, France, Allemagne, Hongrie, Italie, Liechtenstein, Lituanie, Luxembourg, République de Macédoine, Monaco, Pays-Bas, Norvège, Slovaquie, Espagne, Suède, Suisse, Royaume-Uni
6 États ont signé le Protocole mais ne l'ont pas ratifié, à savoir : Canada, Union européenne, Grèce, Portugal, Ukraine, États-Unis.

## Voir également
- Convention sur la pollution atmosphérique transfrontière à longue distance
- Protocole de Göteborg